# Topino
Der Topino ist ein Fluss mit 77 km Länge in Umbrien, Italien. Im Altertum war er zunächst unter dem umbrischen Namen Supunna, später als Timia oder Tinia (altgriechisch Τενέας Teneas) im lateinischen bekannt.

## Verlauf
Der Fluss entsteht am Monte Pennino bei Nocera Umbra im Ortsteil Bagnara in den Sorgenti del Topino (Quellen des Topino). Danach wendet er sich südwestlich und durchfließt Valtopina. Bei Capodacqua (Località Pieve Fanonica, enthält ein 1138 dokumentiertes, aber wahrscheinlich älteres und teilweise zerstörtes römisches Viadukt) erreicht er das Gemeindegebiet von Foligno und zieht durch Ponte Centesimo (auch Pontecentèsimo). Im Ortsteil Vescia (noch vor bzw. nördlich des Ortskern von Foligno) kommt der Menotre als linker Nebenfluss hinzu. Im Ortszentrum von Foligno mündet von links der Fluss Albegna ein. Nach dem Stadtzentrum durchquert er die Ortsteile Corvia, Scafali und Budino und tritt dann in das Gemeindegebiet von Bevagna ein, welches er allerdings nur kurz nördlich tangiert. Kurz vor Cannara tritt linksseitig der Teverone und der Clitunno ein. Nach dem Ortszentrum von Cannara fließt von rechts der Fluss Ose ein. Nördlich von Passaggio (Ortsteil von Bettona) dient der Fluss dem Chiascio als linker Nebenfluss und geht mit ihm nach ca. 5 km in Torgiano in den Tiber.

## Der Topino in der Literatur
Der Topino wird bei Dante Alighieris göttlicher Komödie im Paradies in den Zeilen 43 bis 47 im elften Gesang des Paradiso erwähnt:

“Intra Tupino e l'acqua che discende

del colle eletto dal beato Ubaldo,

fertile costa d’alto monte pende,

onde Perugia sente freddo e caldo,

da Porta Sole; e di rietro le piange

per grave giogo Nocera con Gualdo.”

„Beim Bach, der von Ubaldo’s Hügel steigt,

Und dem Tupino, hebt sich, zwischen beiden,

Ein Berg, deß Abhang fruchtbar grün sich neigt.

Von ihm muß Hitz’ und Frost Perugia leiden,

Und hinter diesem Berg liegt Gualdo dicht,

Und mit Nocera fühlt’s des Joches Leiden.“

## Bilder

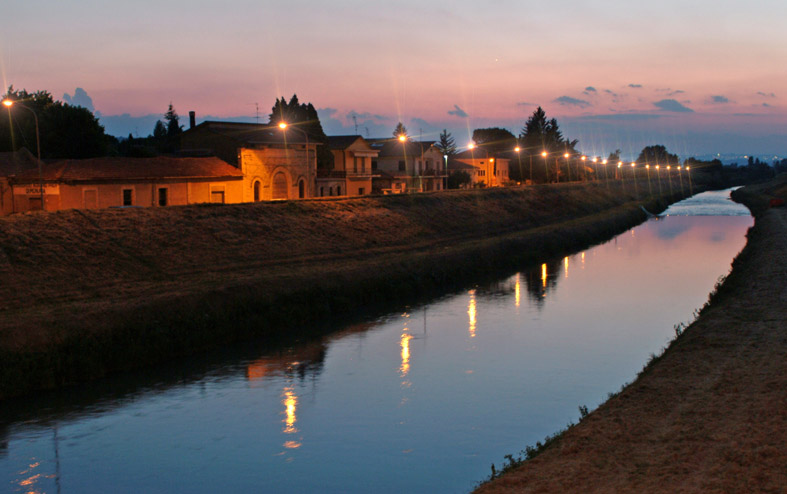
Der Topino bei Cannara
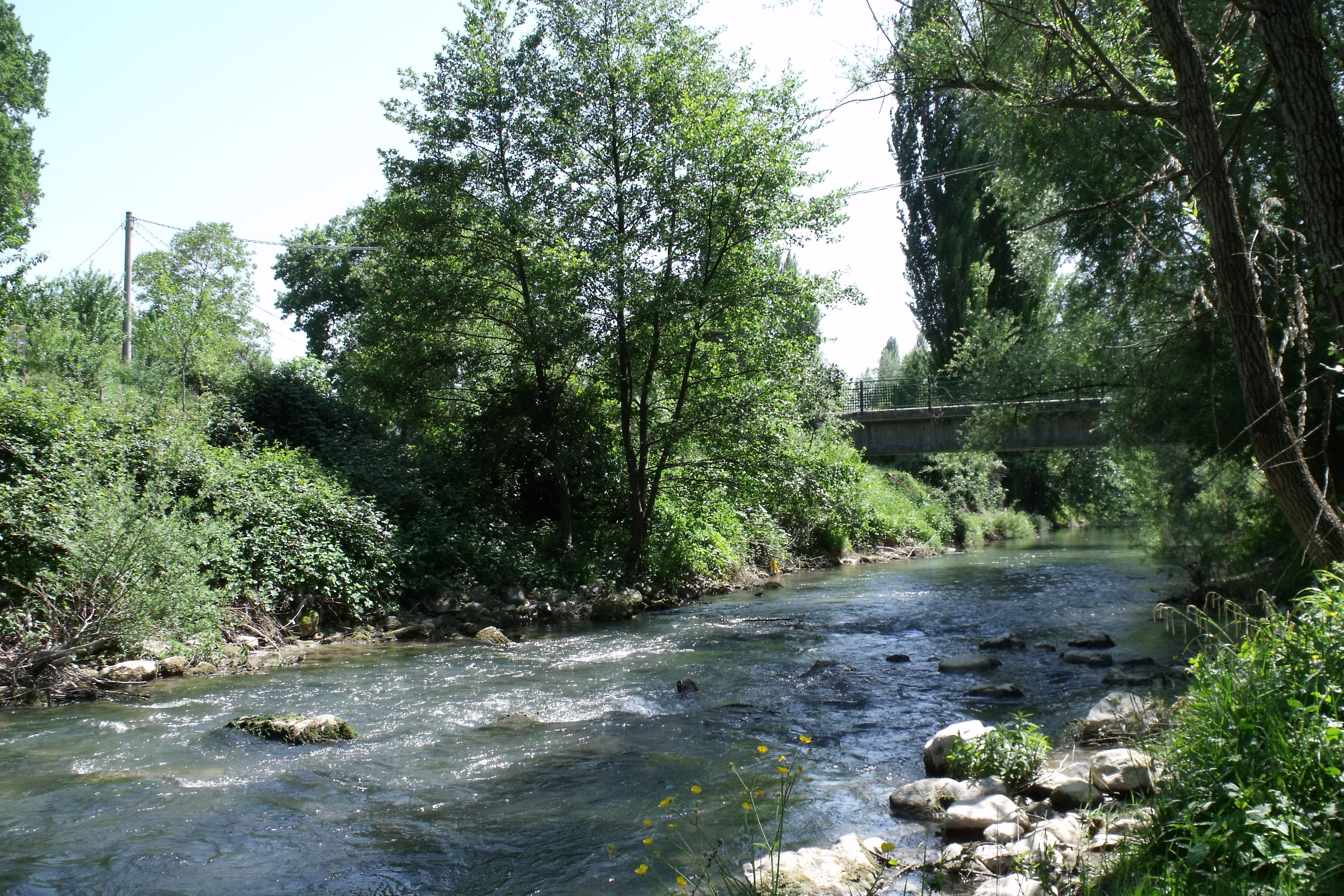
Der Topino bei Valtopina
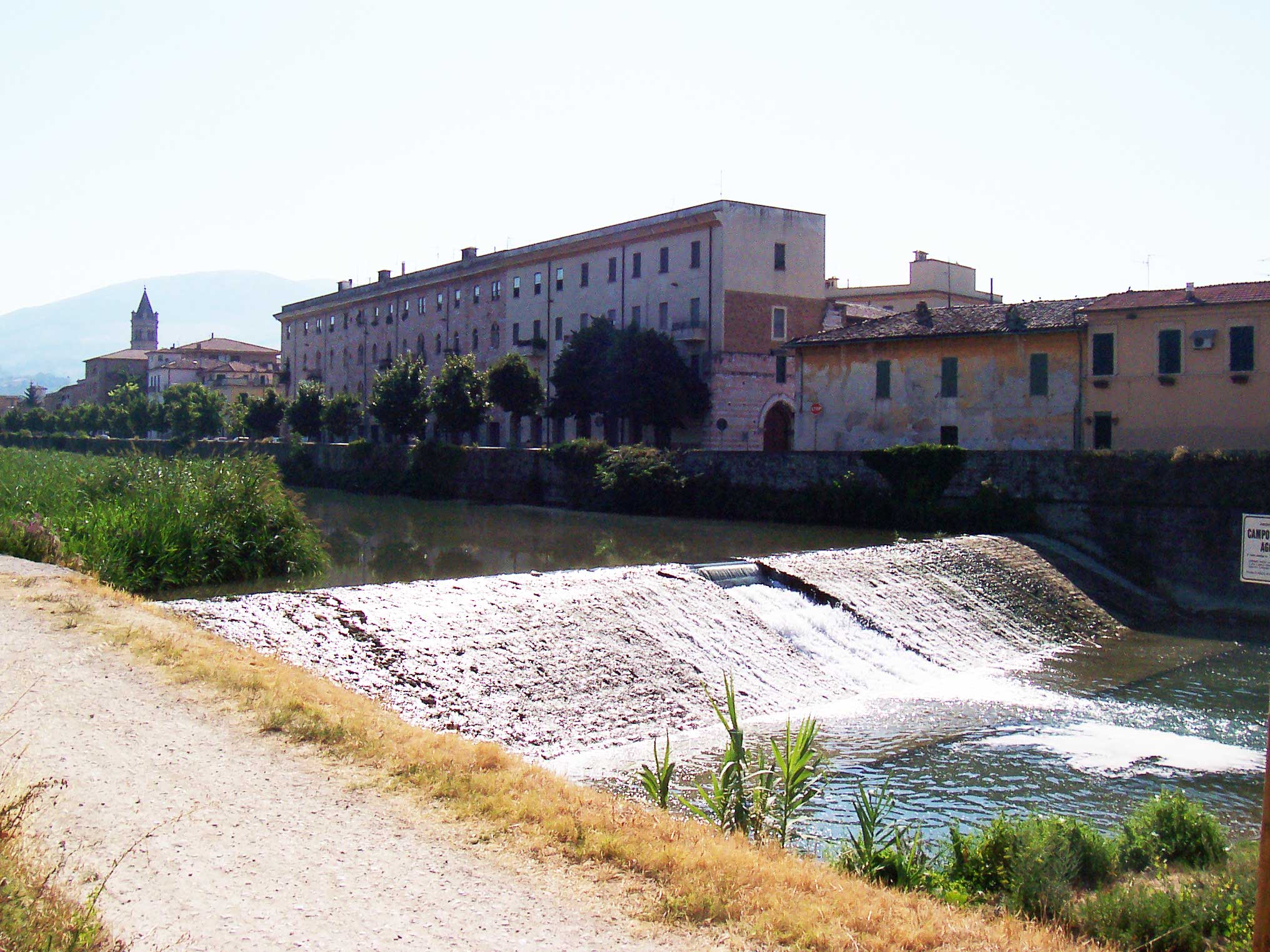
Der Topino bei Foligno